# Rollwerk

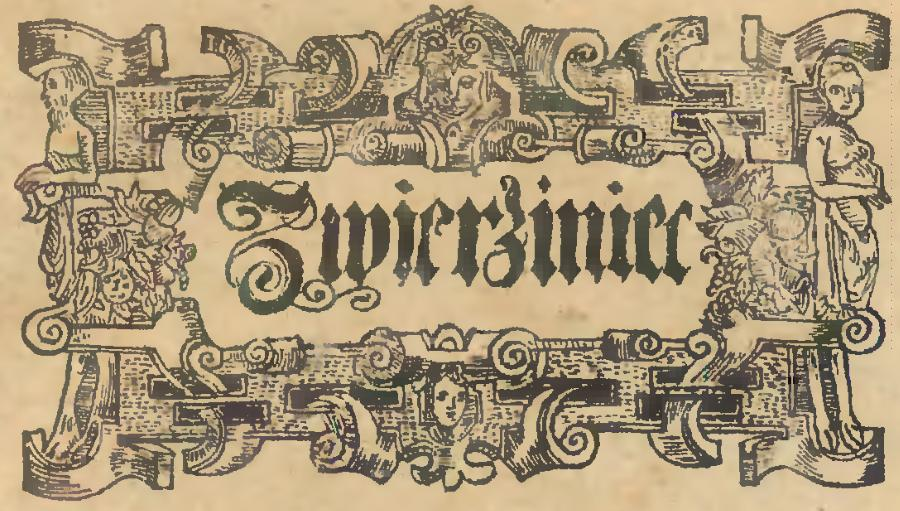
Ornament kartuszowo-zwijany. Mikołaj Rej, Źwierzyniec (1574), karta tytułowa

Rollwerk, in. ornament kartuszowo-zwijany – ornament przypominający przestrzenne komponowanie form wyciętych z blaszanej taśmy o podgiętych lub spiralnie zwiniętych zakończeniach. Stosowany w dekoracji architektonicznej (portali, otworów okiennych, kartuszy i tablic), rzeźbie i snycerstwie (zdobienie ołtarzy, ambon, nagrobków), meblarstwie, złotnictwie, tkactwie, malarstwie, grafice i iluminatorstwie.
Rollwerk wykształcił się w latach 20. XVI w. we Włoszech, wraz z rozwojem groteski. Bardzo szybko stał się popularny również we Francji (dekoracja Fontainebleau, 1530), później w Niderlandach i Niemczech (lata 50. i 60. XVI w.). Jego ewolucję kształtowali przede wszystkim tacy niderlandzcy artyści, jak, Cornelis Floris de Vriendt i Hans Vredeman de Vries. W ich projektach rollwerk nabierał plastycznej twardości form, a tendencje abstrakcyjne, amorficzne łączyły się z naturalistycznymi motywami dając efekt dynamicznych i pełnych niepokoju konstrukcji, często o wręcz późnogotyckiej ozdobności. Rollwerk po roku 1560 bardzo często połączony był z ornamentem okuciowym, występował powszechnie do poł. XVII w. Zanikł wraz z pojawieniem się ornamentu chrząskowo-małżowinowego.
W Polsce pojawił się po raz pierwszy w dziełach Jana Michałowicza z Urzędowa (np. nagrobek bp Andrzeja Zebrzydowskiego w katedrze krakowskiej) i artystów - komasków na przełomie lat 50. i 60. XVI wieku. Powszechnie używany po 1570 roku.